# Eperke – Határ a csillagos ég!
Az Eperke – Határ a csillagos ég! (eredeti cím: Strawberry Shortcake: Sky's the Limit) 2009-ben bemutatott egész estés amerikai 3D-s számítógépes animációs film.
Amerikában 2009. szeptember 15-én mutatták be a mozikban. Magyarországon a Minimax-on vetítették le a televízióban.

## Ismertető
Az eper megérett Eper pici városban, tehát így közeleg a szüretelés ideje. Közben egy hatalmas szikla zárja el a víz folyását és emiatt egészen eláll a vízellátás a városban. A gond meg az, hogyha elgördítik helyéről a sziklát, az a várost teljesen lerombolja. De ha víz hiány van, akkor pedig a termések megromlanak, ami úgyszintén megszüntetheti a várost. Zöldfej bácsinak támad egy jó ötlete, hogy felkeressék a gejzírkövet, ami megold minden problémát a városban. A kalandok következtében Zöldfej bácsi elismeri, hogy csalt és csak egy utolsó kalandra vágyott a barátaival. Eperke és a barátai így akkor úgy döntenek, hogy maguk erejével próbálkozva tüntetik el az óriási sziklát.

## Szereplők
- Eperke Bor Panka
- Limonádé / Citromtorta Kardos Lili
- Narancsvirág Kiss Bernadett
- Málnahab Hermann Lilla
- Áfonya Laudon Andrea
- Szilvapuding Pekár Adrienn
- Zöld Fej Bácsi Forgács Gábor